# Гильбер, Эме-Виктор-Франсуа
Эме-Виктор-Франсуа Гильбер (фр. Aimé-Victor-François Guilbert; 15 ноября 1812, Серизи-ла-Форе, Первая империя — 16 августа 1889, Гап, Франция) — французский кардинал. Епископ Гапа с 20 сентября 1867 по 22 сентября 1879. Епископ Амьена с 22 сентября 1879 по 9 августа 1883. Архиепископ Бордо с 9 августа 1883 по 16 августа 1889. Кардинал-священник с 24 мая 1889.